# Kepler-21
Désignations
Kepler-21, également désignée par HD 179070, est une étoile sous-géante jaune-blanche de type spectral F6IV située à environ ∼ 355 a.l. (∼ 109 pc) du Système solaire, dans la constellation de la Lyre. Plus grosse, plus massive et plus jeune que le Soleil, cette étoile possède une métallicité de l'ordre de 70 % de celle de notre étoile.
Une exoplanète, appelée Kepler-21 b, a été détectée le 9 décembre 2011 par la méthode des transits à l'aide du télescope spatial Kepler. Il s'agit d'un astre de 1,6 rayon terrestre orbitant en 2,8 jours à un peu moins de 0,043 UA de son étoile parente, d'où une température d'équilibre moyenne de plus de 1 680 °C.